# Magdalena Iljans
Magdalena Iljans, née le 26 septembre 1969 à Kungsängen, est une skieuse acrobatique suédoise spécialisée dans les épreuves de skicross.
Elle obtient la médaille d'argent aux Championnats du monde 2005 à Ruka lors du ski-cross. Elle participe aux Jeux olympiques d'hiver de 2010 à Vancouver, ce qui restera sa dernière apparition internationale. Elle a gagné sept épreuves de Coupe du monde dont la première à Tignes en 2002.
Son mari Erik est aussi un skieur acrobatique.

## Palmarès

### Jeux olympiques
| Épreuve / Édition | Vancouver 2010 |
| Skicross          | 10e            |

### Championnats du monde
| Épreuve / Édition | Ruka 2005 | Madonna di Campiglio 2007 | Inawashiro 2009 |
| Skicross          | Argent    | 8e                        | 8e              |

### Coupe du monde
- Meilleur classement général : 4e en 2006.
- Meilleur classement en skicross : 2e en 2003 et 2007.
- 13 podiums en skicross dont 7 victoires.